# 海が教えてくれた
『海が教えてくれた』（うみがおしえてくれた）は、深井結己の最初の漫画単行本。竹書房から1996年1月に発売された。

## 収録作品
- 海が教えてくれた（『Rouge』1994年10月号）
- TASTE OF BLOOD（『Rouge』1994年6月号）
- ヘアーズ（『Rouge』1995年6月号）
- ナイフの夜（『Rouge』1995年2月号）
- 正義の白兎（『Rouge』1994年11月号）
- そして私は血の河を渡る（『Rouge』1995年4月号）

### 併録
- Illustration Gallery
- 文が教えてくれた

## 書籍情報
- 『海が教えてくれた』（1996年1月27日、竹書房、ISBN 9784812450154）[1]